# Ковальчук, Илья Валерьевич
Илья́ Вале́рьевич Ковальчу́к (род. 15 апреля 1983, Калинин, РСФСР, СССР) — российский хоккеист, левый нападающий. Входит в число наиболее талантливых хоккеистов среди россиян, начавших профессиональную карьеру в конце 1990-х — начале 2000-х годов. Первый игрок в истории российского хоккея, выбранный на драфте НХЛ под общим первым номером. Результативный нападающий, отличающийся на льду поставленным сильным и точным броском, благодаря которому способен эффективно завершать атаки.
Ковальчук — воспитанник московского «Спартака», в составе которого он дебютировал на профессиональном уровне в 16 лет. Юный возраст не помешал нападающему сначала закрепиться в основном составе, а затем стать одним из лидеров атаки и внести большой вклад в возвращение московского клуба в Суперлигу, когда в 2001 году «Спартак» выиграл первенство Высшей лиги. Большую часть своей карьеры провёл в Национальной хоккейной лиге (НХЛ). Самым успешным для хоккеиста оказался его первый период пребывания в НХЛ — выступление за «Атланта Трэшерз» и «Нью-Джерси Девилз». В «Трэшерз» Ковальчук был не только капитаном и лидером, но и одним из тех, с кем ассоциировалось имя команды. Будучи лидером атаки он установил множество рекордов результативности «Атланты» и стал обладателем «Морис Ришар Трофи». Финалист Кубка Стэнли 2012 года в составе «Нью-Джерси». Продуктивная игра в нападении, к окончанию его первого периода пребывания в НХЛ позволила Ковальчуку стать одним из самых результативных снайперов по среднему количеству заброшенных шайб за игру среди действующих хоккеистов лиги на тот момент. Успешно выступал в Континентальной хоккейной лиге (КХЛ), выиграв три Кубок Гагарина: дважды в составе СКА и один раз — в «Авангарде». Обладатель двух индивидуальных наград КХЛ: приза «Самому результативному игроку сезона» и «Мастер плей-офф».
На международном уровне Ковальчук в составе ОСР и сборной России — Олимпийский чемпион и бронзовый призёр Игр в Пхёнчхане и Солт-Лейк-Сити соответственно. Многократный участник чемпионатов мира, на которых неоднократно проявлял себя как лидер сборной и результативный игрок. Одним из ярких моментов на международном уровне для Ковальчука стала победа на чемпионате мира 2008, когда в финале, благодаря двум голам нападающего, россияне смогли оказаться сильнее в противостоянии со своими самыми непримиримыми соперниками, канадцами, выиграв турнир впервые за предыдущие 15 лет. В общей сложности в составе национальной российской команды Ковальчук два раза выигрывал золотые медали, дважды становился серебряным и трижды бронзовым призёром чемпионатов мира. Кроме того, в своём активе хоккеист имеет победу и серебряную награду юниорских чемпионатов мира.

## Детство и юность
Родился 15 апреля 1983 года в Калинине. Стал вторым и младшим ребёнком в семье Любови Николаевны и Валерия Николаевича Ковальчуков. У Ильи есть старшая сестра Арина. Имя Илье выбрал отец, который назвал сына в честь былинного русского богатыря Ильи Муромца. Ковальчук рос активным ребёнком и уже в три года он научился плавать, а также в этом возрасте пытался играть в футбол. С детства имел хорошие физические данные, поэтому отец, в прошлом баскетбольный тренер, понял, что благодаря им сын в будущем сможет стать профессиональным спортсменом. Маленький Илья под контролем отца сначала занимался общефизической подготовкой, плаванием, акробатикой, прыжками на батуте, затем пробовал свои силы в баскетболе. Однако в итоге отец решил, что сын будет играть в хоккей. Решающую роль в пользу зимнего вида спорта сыграла дружба отца Ильи с Виктором Жуковым — тренером ДЮСШ города Калинина, ставшим впоследствии первым наставником Ковальчука. В декабре 1988 года на катке Дворца спорта «Юбилейный» Илья сделал первые шаги на коньках. По личной просьбе отца сын начал заниматься в группе для мальчиков 1981 года рождения. С самых первых тренировок Ковальчук полюбил хоккей, и с каждым следующим своим появлением на льду он всё сильнее увлекался этим видом спорта. Уже спустя год после начала занятий в хоккейной секции Илья своей игрой очень сильно начал выделяться среди остальных ребят. Ещё в детстве кумиром Ковальчука стал выдающийся советский хоккеист Валерий Харламов. Илья очень часто смотрел записи с играми своего кумира, а затем на льду пытался повторить его финты и приёмы. Ковальчук с момента выступления в первой детской команде на клубном уровне играет под номером «17» — таким же, под которым в прошлом выступал и Харламов.
После того как Илья начал заниматься в хоккейной школе, для него наступил сложный период, связанный с большим количеством тренировок и постоянными переездами, поэтому отец на протяжении следующих нескольких лет стал для сына тренером, партнёром, другом. Илья всегда с усердием и большой самоотдачей занимался на тренировках, что позволяло ему быстро прогрессировать как в технике, так и в физической силе, а сам тренировочный процесс Ковальчук не прекращал даже в межсезонье. В летнее время года под контролем отца он с помощью импровизированных ворот, которые представляли собой начерченную на стене «рамку», отрабатывал силу и точность своих бросков.
Ковальчук в 1993 году начал заниматься в системе московского «Динамо», которое строило свою игру за счёт обороны, Илье же больше нравился атакующий хоккей, поэтому в 1994 году он перешёл в ДЮСШ «Спартака», где его тренером стал Юрий Борисов. Чтобы получить бо́льшую игровую практику, Илья, помимо выступления за ДЮСШ «Спартака», также играл за тверские команды трёх разных возрастов. Ковальчук в составе детских и юношеских команд «Спартака» неоднократно принимал участие в международных турнирах, на которых проявлял себя только с положительной стороны. В 15 лет Илья результативно выступил на юношеском чемпионате Москвы и с 70 заброшенными шайбами стал лучшим снайпером турнира. По словам отца, сезон 1997/98 стал ключевым в становлении сына как хоккеиста — нападающему удалось значительно улучшить скоростные навыки и технику.

## Клубная карьера

### Начало профессиональной карьеры в «Спартаке»
В августе 1999 года шестнадцатилетний Ковальчук получил приглашения в основной состав «Спартака» для участия в турнире памяти лётчика-космонавта Павла Беляева. Главный тренер Александр Якушев, а также президент клуба Борис Майоров остались довольны выступлением нападающего на мемориале, и после завершения турнира Ковальчук подписал с клубом свой первый профессиональный контракт. По словам Ковальчука, финансовые условия соглашения с московской командой предусматривали выплату ему зарплаты в размере 15 тысяч рублей (около 500 долларов в пересчёте по курсу на начало 2000-х годов) ежемесячно. Первую игру на профессиональном уровне нападающий провёл 11 сентября 1999 года, во встрече с «Воронежем». Уже в дебютном матче за «Спартак», Ковальчук, ставший самым молодым хоккеистом в истории Высшей лиги, отличился заброшенной шайбой. В течение сезона 1999/00 он сумел закрепиться в составе, став, таким образом, игроком основы клуба из Москвы к 17 годам. Несмотря на успешное выступление в дивизионе «Запад» (1-е место), а затем в финальном этапе (2-е место), «Спартак» по итогам переходного турнира оказался только четвёртым в турнирной таблице и не сумел вернуться в Суперлигу.
Летом 2000 года, на драфте Канадской хоккейной лиги, клуб «Кейп-Бретон Скриминг Иглз» выбрал Ковальчука в 1-м раунде под общим 10-м номером. Нападающий получил возможность попробовать свои силы в Главной юниорской хоккейной лиге Квебека — одной из сильнейших для молодых хоккеистов в Северной Америке, однако Ковальчук предпочёл остаться играть в России. Сезон 2000/01 для нападающего оказался самым успешным за время выступления в «Спартаке». Он стал одним из ключевых игроков нападения и одним из самых результативных хоккеистов команды. По набранным очкам Ковальчук занял третье место в списке бомбардиров «красно-белых», а по количеству заброшенных шайб — второе в клубе и в лиге. «Спартак» получил право участвовать в финальном турнире, по итогам которого две лучшие команды со следующего сезона имели возможность начать выступление в сильнейшем чемпионате страны. Илья в течение всего финального турнира регулярно отличался набранными очками, а в решающем матче против «Сибири», благодаря двум голам нападающего, клубу удалось одержать победу и как минимум обеспечить себе 2-е место в турнирной таблице. «Спартак» в итоге стал чемпионом Высшей лиги, а Ковальчук по окончании сезона вместе с Кириллом Кольцовым разделил звание лучшего новичка года.
Сезон 2000/01 для юного Ковальчука стал последним в составе «Спартака»: в 2001 году ему предстояло стать участником драфт НХЛ. Несмотря на заключение 28 апреля нового контракта сроком на три года со «Спартаком», руководству команды не удалось уговорить хоккеиста остаться в России — в августе он подписал соглашение с клубом НХЛ. Ковальчук в начале своей профессиональной карьеры в «Спартаке» провёл два года, но за это время он стал одним из самых известных игроков «красно-белых» и последним талантливым воспитанником команды. После Ковальчука ДЮСШ «Спартака» больше не смогла воспитать ни одного хоккеиста такого же уровня.

### Драфт НХЛ
Скауты из НХЛ впервые заметили Ковальчука на юношеском международном турнире в Онтарио, когда ему было 15 лет. Вскоре они по достоинству оценили уровень подготовки хоккеиста — его высокие скоростные качества, физическую мощь, поставленный бросок, хорошее катание и технику. О Ковальчуке как об игроке с большим потенциалом эксперты начали говорить после Кубка Вызова 2000 года, где нападающий с 14 очками (10 голов и 4 передачи), заработанными в 6 играх, возглавил список бомбардиров. Ковальчук внёс большой вклад в победу российской команды на турнире, а 10 заброшенных шайб позволили ему стать также лучшим снайпером и лучшим игроком соревнования. Результативная игра нападающего настолько поразила всех специалистов в Северной Америке, что после завершения Кубка Вызова клюшка Ковальчука была передана в Зал хоккейной славы.
Джейсон Спецца — лучший в рейтинге североамериканских игроков, составленном Центральным скаутским бюро после молодёжного чемпионата мира, считался главным фаворитом среди участников драфта 2001 года. Ковальчук же занял первое место в рейтинге международных полевых игроков, и с точки зрения экспертов именно он должен был составить основную конкуренцию канадскому нападающему за лидерство на драфте. Однако в конце сезона 2000/01 статус фаворита перешёл к Ковальчуку. Этому способствовала не только стабильная и результативная игра российского нападающего за «Спартак», но и безуспешное выступление Спеццы за «Уинзор Спитфайрз» в плей-офф Кубка Джей Росса Робертсона 2001. «Атланта Трэшерз», получившие возможность задрафтовать новичка первым, на протяжении долго времени принимали решение, кого выбрать из двух нападающих, но в итоге клуб всё же предпочёл получить права на Ковальчука, который стал первым игроком в истории российского хоккея, выбранным на драфте НХЛ под общим первым номером.

### Дебют и первые годы в Северной Америке
15 августа 2001 года Ковальчук, поставив подпись под трёхлетним контрактом, стал игроком «Атланты». Соглашение предусматривало выплату нападающему базового оклада в размере 1,13 миллиона долларов за каждый сезон, а также получение различных бонусов, которые позволяли Ковальчуку за три года пребывания в составе клуба заработать дополнительно до 4,61 миллиона долларов. Дебют нападающего в «Атланте» состоялся 4 октября, во встрече с «Баффало Сейбрз». На момент первой игры за «Трэшерз» Ковальчук исполнилось 18 лет и 172 дня, и в течение следующих семи лет ему принадлежал рекорд команды как самому молодому хоккеисту, пока в 2008 году это достижение не превзошёл Зак Богосян. 6 октября 2001 года, в матче против «Бостон Брюинз», Ковальчук забросил свою первую шайбу в НХЛ. На старте первого для себя сезона в НХЛ Ковальчуку удалось закрепиться в составе «Атланты». В феврале 2002 года он принял участие в Матче молодых звёзд, где забил в ворота соперника 6 голов. На протяжении всего чемпионата 2001/02 нападающий регулярно отличался набранными очками и вместе с партнёром по «Трэшерз» Дэни Хитли был основным претендентом на «Колдер Трофи». Тем не менее в марте 2002 года Ковальчук получил травму плеча и по этой причине пропустил 16 матчей, что не позволило ему наравне продолжить борьбу с канадским нападающим за приз лучшему дебютанту. Награду в итоге получил Хитли, а вторым достижением Ковальчука в сезоне стало попадание в Сборную молодых звёзд НХЛ.
Для новичка сложнее всего в НХЛ складывается не дебютный, а второй сезон. Высокая результативность, показанная Ковальчуком в регулярном чемпионате 2001/02, не гарантировала, что нападающий в своём втором сезоне выступления за «Трэшерз» будет также эффективно играть в атаке. Однако Ковальчук не только провёл за «Атланту» весь регулярный чемпионат 2002/03 на высоком уровне, но и смог улучшить все свои статистические показатели результативности. Успешное выступление, в том числе и во втором сезоне, оказалось возможным главным образом за счёт наличия в команде такого талантливого партнёра как Хитли. Ковальчук в связке с ним мог играть не в типичной для НХЛ силовой манере, а в более привычный для себя комбинационный хоккей, благодаря чему стабильно отличался набранными очками в матчах за «Атланту». Хотя без критики в адрес Ковальчука всё же не обошлось. На протяжении всего регулярного чемпионата он чрезмерно увлекался атакующими действиями, что в результате приводило к неудовлетворительной игре хоккеиста в обороне и в итоге отразилось на общем показателе полезности: у нападающего он оказался одним из самых худших в команде — «-24».
Ковальчук и Хитли уже в 2003 году были одними из самых перспективных хоккеистов в НХЛ, а эксперты предполагали, что «Атланта» на основе двух молодых и талантливых игроков сумеет создать команду, которая в дальнейшем будет претендовать на выигрыш Кубка Стэнли. Однако из-за автокатастрофы, в которую Хитли попал перед стартом регулярного чемпионата 2003/04, «Трэшерз» потеряли одного из своих основных игроков нападения. Хитли в аварии получил тяжёлые травмы и большую часть сезона пропустил, а вернувшись на лёд, не смог заиграть за «Атланту» на прежнем уровне. Ковальчук в отсутствие Хитли взял на себя роль лидера атаки в команде и по итогам регулярного чемпионата с 41 заброшенной шайбой (шесть из которых он записал на свой счёт за два хет-трика) возглавил список снайперов «Трэшерз». Результативность лучших снайперов лиги в сезоне оказалась самой низкой с момента начала вручения «Морис Ришар Трофи», поэтому Ковальчук, даже не достигнув отметки в 50 голов, получил этот приз. Кроме Ковальчука по 41 шайбе забросили Рик Нэш и Джером Игинла, которые вместе с ним стали обладателями награды. Помимо звания лидера по забитым голам, Ковальчуку удалось добиться ещё двух личных достижений: в феврале 2004 года он впервые сыграл в Матче всех звёзд НХЛ (за свою карьеру нападающий примет участие в Матче звёзд ещё в 2008 и в 2009 годах), а после завершения сезона был включён во вторую Сборную всех звёзд лиги. Ковальчук по версии газеты «Советский спорт» также был признан лучшим российским игроком, выступающим в НХЛ, и получил «Харламов Трофи».

### Первые 50 шайб за сезон. Личные рекорды результативности в НХЛ
За месяц до старта регулярного чемпионата 2004/05 в НХЛ был объявлен локаут. Серьёзные предпосылки к нему появились в первой половине 2004 года, когда руководство лиги и Ассоциация игроков не смогли договориться о подписании нового коллективного договора, поэтому многие хоккеисты, выступавшие за клубы НХЛ, уже в межсезонье стали заключать временные контракты с командами из европейских чемпионатов. Ковальчук на время перерыва подписал соглашение с «Ак Барсом». Максимальный срок договора был рассчитан на год, а его общая стоимость составила 3 миллиона долларов. Основной задачей, которую перед собой ставил клуб перед началом сезона, являлась победа в чемпионате России. Чтобы выиграть золотые медали, руководство «Ак Барса» помимо Ковальчука привлекло в команду много других опытных игроков из НХЛ. Зарплатная ведомость клуба превысила 1 миллиард рублей, но «Ак Барс» по итогам сезона, несмотря на наличие сильного состава, не попал даже в число призёров. Сам Ковальчук за казанский клуб сыграл ниже своих возможностей, а его результативность оказалась ниже той, которую он продемонстрировал в дебютном сезоне за «Атланту». Выступление нападающего в чемпионате 2004/05 кроме серьёзного конфликта с главным тренером «Ак Барса» Зинэтулой Билялетдиновым ничем больше отмечено не было.

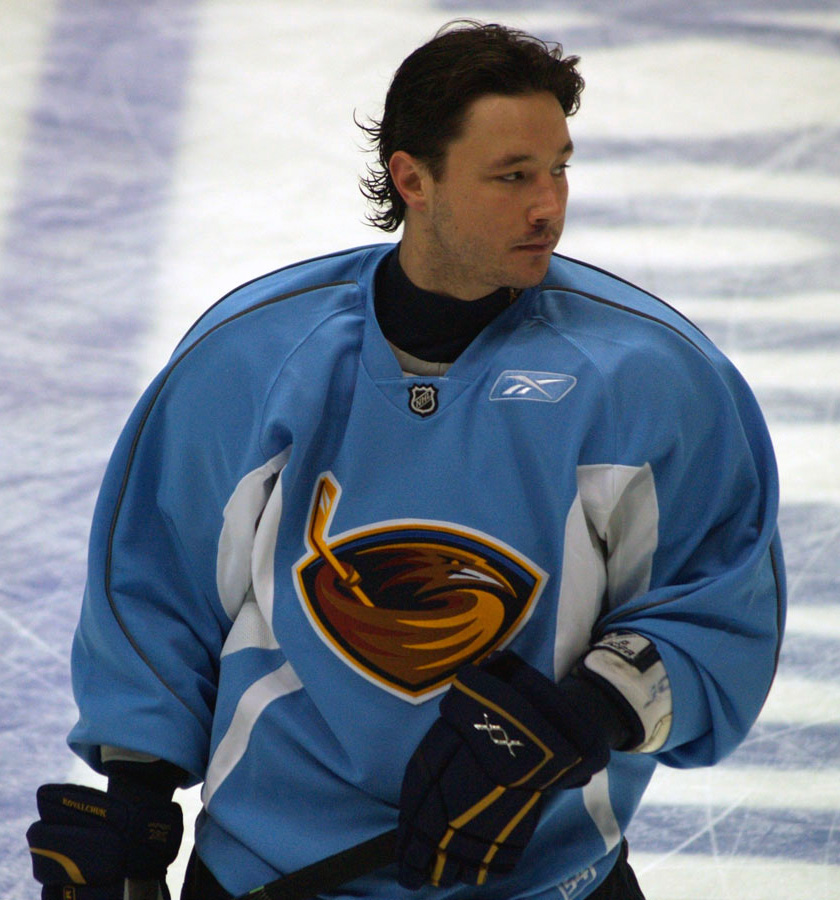
Илья в течение многих лет был не только основным игроком атаки и лидером «Атланты», но и одним из тех, с кем ассоциировалось имя команды

Следующий регулярный чемпионат в НХЛ Ковальчуку из-за длительных переговоров с «Трэшерз» о новом контракте, продолжавшихся после окончания локаута большую часть межсезонья, пришлось начать в российской Суперлиге, в составе мытищинского «Химика». Договориться с «Атлантой» о новом соглашении Ковальчук смог только 8 октября, когда он поставил подпись под пятилетним контрактом общей стоимостью 32 миллиона долларов. Перед стартом сезона «Трэшерз» в результате обмена Хитли получили талантливого Мариана Госсу. Словацкий нападающий вместе с Марком Саваром стал партнёром Ковальчука в звене, которое по итогам регулярного чемпионата оказалось очень продуктивным — каждый из хоккеистов заработал более 90 очков. Сам Ковальчук в течение сезона оформил хет-трик, покер и впервые в карьере забросил 52 шайбы. Он стал первым игроком в истории «Трэшерз», сумевшим достичь отметки в 50 голов за сезон, а также установил личный рекорд по количеству набранных баллов — 98. Помимо высокой результативности Ковальчук в регулярном чемпионате отметился дисквалификацией, которую получил за недисциплинированное поведение во встрече с «Вашингтон Кэпиталз» — нападающий во время игры бросил свою клюшку на трибуну. Клуб из Джорджии провёл один из самых своих успешных сезонов — «Атланта» была близка к попаданию в плей-офф 2006, но для этого команде не хватило всего двух очков.
«Трэшерз» не удалось на длительный срок сохранить в составе Савара — летом 2006 года он покинул команду. «Атланта» в сезоне 2006/07 продолжила строить игру в нападении вокруг Ковальчука и Госсы, но после ухода Марка, клуб столкнулся с проблемой, обусловленной нехваткой игроков в центральной линии атаки. Тренерский штаб команды пытался решить проблему, используя фланговых нападающих в центре, однако заменить таким способом Савара не удалось. Отсутствие хорошего организатора атак в команде не позволило Ковальчуку, способному в каждом своём матче набирать очки, играть в полную силу. Без опытного центрального нападающего показатели результативности Ковальчука осталась на достаточно высоком уровне, но оказались ниже тех, которые он был способен демонстрировать. «Атланта» в сезоне 2006/07 сумела в первый раз в своей истории выйти в плей-офф, где выступила неудачно: уже в 1/4 финала Восточной конференции проиграла серию «Нью-Йорк Рейнджерс» со счётом 0:4. Ковальчуку в рамках розыгрыша плей-офф 2007 не удалось проявить себя, и в матчах за клуб он отметился всего 2 очками, которые заработал за заброшенную шайбу и голевую передачу.

### Капитан «Атланты»
Регулярный чемпионат 2007/08 Ковальчук впервые в карьере провёл в качестве альтернативного капитана «Атланты». Отсутствие высококлассного центрального нападающего в «Трэшерз» сказывалось как на игре российского хоккеиста (это отметил даже бывший партнёр Ильи, Дэни Хитли), так и на игре команды в целом. «Атланта», пытаясь решить проблему, подписала контракт с Тоддом Уайтом, но тот не оправдал возложенных на него ожиданий и не смог стать для партнёров основным организатором атак, а Ковальчуку, соответственно, вновь пришлось играть без хорошего ассистента. Несмотря на отсутствие высококлассного центрального нападающего в звене, Ковальчук всё же остался главным лидером «Трэшерз» в атаке. К середине января 2008 года он оказался одним из лучших игроков в лиге как по забитым голам, так и по набранным очкам, однако наравне бороться во второй половине регулярного чемпионата за «Морис Ришар Трофи» и «Арт Росс Трофи» с будущим обладателем наград Александром Овечкиным у Ковальчука не получилось. Он забросил 52 шайбы (девять из которых он записал на свой счёт за три хет-трика) — на 13 меньше, чем Овечкин, и занял второе место среди лучших снайперов лиги. Набранных же очков (87) Ковальчуку не хватило даже для попадания в число трёх самых результативных бомбардиров сезона.
Руководство «Трэшерз» в течение многих лет говорило, что Ковальчук является не только основным игроком атаки, но и лидером команды. После ухода в межсезонье из клуба Бобби Холика, в «Атланте» на протяжении первой половины сезона 2008/09 оставалось вакантным место капитана команды, на которое 11 января 2009 года был назначен Ковальчук. Нападающий оказался пятым российским игроком на тот момент (после Алексея Жамнова, Павла Буре, Алексея Яшина и Александра Могильного) в истории лиги, сумевшим стать капитаном клуба НХЛ. Ковальчук по итогам регулярного чемпионата вновь возглавил список снайперов и бомбардиров «Трэшерз». Во второй раз в карьере он преодолел отметку в 90 очков за сезон и по набранным баллам стал шестым в лиге, а 43 забитых гола позволили ему оказаться четвёртым среди лучших снайперов. Помимо Ковальчука в атакующей линии «Атланты» смогли себя проявить Вячеслав Козлов, Брайан Литтл и Уайт, в сумме забросившие 30 % от общего количества шайб команды. Вместе с Ковальчуком трое нападающих также неплохо действовали в большинстве, но результативности, показанной хоккеистами, оказалось недостаточно для попадания «Трэшерз» в плей-офф 2009.
Срок действия пятилетнего контракта с «Атлантой» у нападающего истекал 1 июля 2010 года. Руководство клуба, пытаясь сохранить Ковальчука в числе своих игроков, в течение первой половины регулярного чемпионата 2009/10 вело переговоры о новом соглашении. «Трэшерз» предлагали хоккеисту различные варианты нового договора с хорошими финансовыми условиями. Ковальчук говорил, что рассматривает возможность остаться в команде, но только в том случае, если «Атланта» будет платить ему максимально возможную в лиге зарплату — 11,3 миллиона долларов за сезон (20 % от общей зарплатной ведомости клуба). Руководство «Трэшерз» предлагало нападающему не больше 10 миллионов в год, что не устраивало Ковальчука. В итоге стороны договориться не смогли, и сезон 2009/10 оказался для Ковальчука последним в составе «Атланты» — в феврале 2010 года его обменяли в другую команду.

### «Нью-Джерси Девилз». Финал Кубка Стэнли

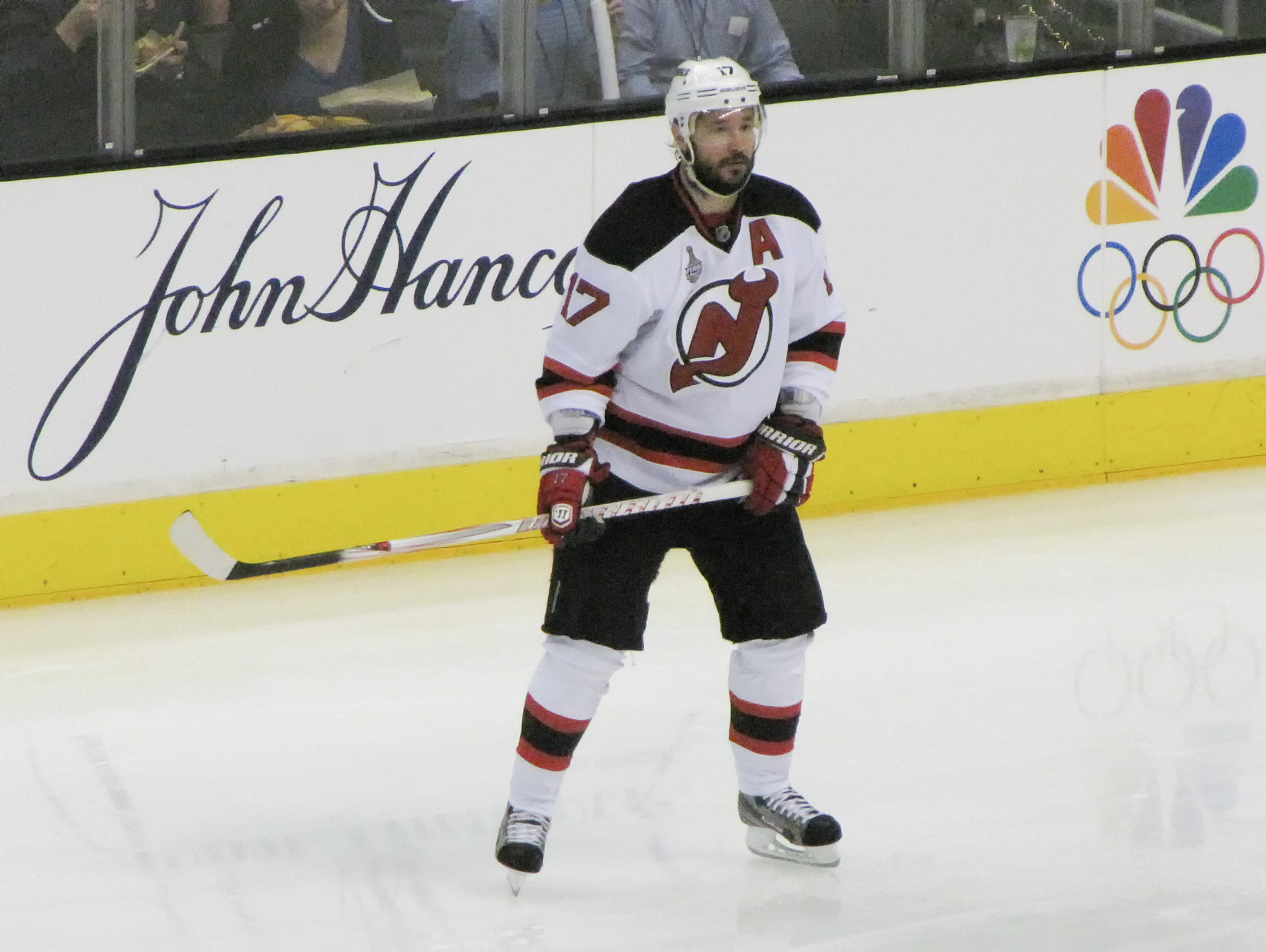
Финал Кубка Стэнли 2012 — самое большое командное достижение для Ковальчука за время его выступления не только в «Нью-Джерси Девилз», но и в НХЛ

«Трэшерз», не сумев подписать контракт с Ковальчуком, потеряли бы ведущего игрока после окончания сезона без какой-либо компенсации — нападающий 1 июля 2010 года становился неограниченно свободным агентом, — поэтому руководство «Атланты» приняло решение обменять Ковальчука. В своём составе нападающего желали видеть многие клубы НХЛ, и после подтверждения информации о готовности «Трэшерз» обменять своего капитана, в борьбу за российского хоккеиста вступили сразу несколько команд лиги. Самое выгодное предложение в итоге сделал клуб «Нью-Джерси Девилз», и 4 февраля 2010 года Ковальчук вместе с Ансси Салмелой перешёл в этот клуб. «Атланта» также отдала свой драфтпик второго раунда 2010 года, а взамен получила трёх игроков: Джонни Одуйю, Никласа Бергфорса, Патриса Кормье, — и право выбора в первых двух раундах драфта 2010. Остаток регулярного чемпионата Ковальчук провёл в качестве альтернативного капитана «Девилз», которые сумели выйти в плей-офф 2010. Ковальчук второй раз за карьеру в НХЛ сыграл в плей-офф, где его новая команда выступила неудачно, проиграв серию в первом раунде «Филадельфия Флайерз» со счётом 1:4.
«Девилз» хотели убедиться, что хоккеист сможет заиграть в команде на высоком уровне, поэтому, получив права на Ковальчука, решили сразу не подписывать с ним новый контракт. Заключить договор с клубом Ковальчук смог только в межсезонье, причём процедуру подписания соглашения нападающему пришлось проходить дважды. Первый контракт сроком на 17 лет и общей стоимостью 102 миллиона долларов руководство НХЛ отказалось регистрировать, усмотрев в его условиях нарушения о положении «потолка зарплат», а затем через суд лига добилась аннулирования договора. «Девилз» намеревались всё же сохранить Ковальчука в числе своих игроков, поэтому клуб разработал новый вариант контракта общей стоимостью 100 миллионов долларов сроком на 15 лет, впоследствии одобренный НХЛ. Первый полный сезон в «Нью-Джерси» для нападающего сложился неудачно: его результативность оказалась самой низкой в НХЛ с 2002 года, а общий показатель полезности («-26») худшим в карьере. Одной из причин безуспешной игры Ковальчука стала длительная адаптация в звене на непривычном для себя правом фланге атаки, куда тренерский штаб клуба его определил. Для «Девилз» же сезон вовсе оказался худшим за 15 лет: команда очень плохо стартовала, а затем в течение всего регулярного чемпионата выступала нестабильно и в итоге впервые с 1997 года не смогла попасть в плей-офф.
Из-за неудачно проведённого регулярного чемпионата 2010/11 экспертами было поставлено под сомнение целесообразность подписания «Девилз» долгосрочного контракта с хоккеистом. Ковальчук же, несмотря на критические отзывы в свой адрес, в сезоне 2011/12 сумел проявить свои снайперские и бомбардирские качества. Наиболее успешными для нападающего оказались последние два месяца регулярного чемпионата, в течение которых он записал на свой счёт 18 голов (шесть из них за два хет-трика) и 25 передач, а заработанные 43 очка стали за этот период третьим показателем результативности в лиге — больше набрали только Стивен Стэмкос и Евгений Малкин. Благодаря высокой результативности в конце сезона, Ковальчук сумел возглавить список снайперов и бомбардиров «Нью-Джерси», а также у него получилось преодолеть отметку в 400 голов в рамках регулярных чемпионатов. «Нью-Джерси» вышел в плей-офф, где обыграв команды «Флорида Пантерз», «Филадельфия Флайерз» и «Нью-Йорк Рейнджерс», дошёл до финала. Ковальчук в плей-офф долгое время был лучшим по набранным очкам, и только полученная травма спины не дала ему возможности набрать больше баллов, чем заработали Анже Копитар и Дастин Браун. Повреждение также не позволило Ковальчуку в полную силу играть в финальной серии, которую его клуб проиграл «Лос-Анджелес Кингз» со счётом 2:4. После завершения сезона Ковальчук был включён в первую Сборную всех звёзд НХЛ.
Первую половину регулярного чемпионата 2012/13 Ковальчук из-за локаута в НХЛ провёл в Континентальной хоккейной лиге (КХЛ), играя за СКА. После подписания временного контракта с петербургским клубом Ковальчук был назначени капитаном команды. Тренерский штаб СКА сформировал звено, куда помимо Ковальчука вошли Владимир Тарасенко и Виктор Тихонов. Трое нападающих эффективно действовали в атаке на протяжении всей первой половины сезона, причём к моменту окончания локаута Ковальчук стал одним из лучших бомбардиров в КХЛ. Ковальчук продемонстрировал не только свои лидерские качества и умение результативно играть в нападении, но и сумел проявить себя как командный игрок. Перед возвращением в «Нью-Джерси», Ковальчук впервые в карьере сыграл в Матче звёзд КХЛ, в котором отметился хет-триком. Укороченный из-за локаута сезон в «Девилз», в отличие от выступления за СКА, для нападающего сложился менее успешно. В марте он получил повреждение плеча, которое вынудило пропустить 11 матчей. «Нью-Джерси» из-за слабой игры большинства своих нападающих весь регулярный чемпионат испытывал проблемы в атаке, а потеряв Ковальчука, основного лидера нападения, команда продемонстрировала очень низкие показатели результативности. Без Ковальчука «Девилз» забрасывали в среднем 1,73 шайбы за игру, реализовали 7,5 % большинства и проиграл 10 матчей. Травма нападающего стала одной из причин, по которой «Нью-Джерси» не попал в плей-офф 2013.

### Возвращение в Россию. Первый успех в Кубке Гагарина
Контракт с «Девилз» у Ковальчука был рассчитан до 2025 года, поэтому новость, появившаяся в СМИ в июле 2013 года, о его желании закончить выступление в НХЛ, оказалась неожиданностью, став одной из самых обсуждаемых тем в межсезонье. Принятое нападающим решение уйти из «Нью-Джерси» было воспринято в Северной Америке негативно и привело к большой критике в адрес хоккеиста. Назывались различные причины, из-за которых нападающий покинул «Девилз» (плохое финансовые положение команды, не позволявшее вовремя платить зарплату игроку, проблемы хоккеиста со здоровьем), но сам Ковальчук своё решение объяснил желанием жить на Родине. Немалую роль в возвращении нападающего в Россию сыграл СКА — клуб, где Ковальчук продолжил карьеру, — руководство которого очень сильно хотело заполучить хоккеиста, и долгое время вело переговоры с ним, предлагая контракт с зарплатой сопоставимой с доходами в НХЛ.
15 июля Ковальчук, поставив подпись под четырёхлетним контрактом, стал игроком СКА. По появившейся позже информации в прессе зарплата нападающего в клубе составила $ 10,3 млн в год, что по мнению экспертов сделало его самым высокооплачиваемым хоккеистом в КХЛ. Ковальчук в конце августа вновь был назначен капитаном петербургского клуба. Руководство СКА возлагало большие надежды на нападающего и рассчитывало, что его талант и лидерские качества помогут команде выиграть Кубок Гагарина, однако оправдать ожидания в первом полном сезоне в клубе Ковальчуку не удалось. Во многом это было обусловлено травмой колена, полученной на зимней Олимпиаде в Сочи. Несмотря на проблемы со здоровьем, нападающий после Олимпийских игр продолжил выступление за СКА и в одном из матчей сезона в конце февраля усугубил повреждение, из-за чего пропустил остаток регулярного чемпионата 2013/14. Ковальчуку удалось восстановиться к началу марта и сыграть в плей-офф, где его клуб дальше второго раунда пройти не смог — СКА проиграл серию «Локомотиву» со счётом 2:4. Для Ковальчука единственным достижением в сезоне стало участие в Матче звёзд 2014, в котором он был капитаном команды Западной конференции. Травмированное колено потребовало хирургического вмешательства, и в начале апреля Ковальчук перенёс операцию на повреждённом суставе.
Реабилитационный период завершился в середине июля, что позволило Ковальчуку полностью восстановиться к старту нового сезона. На протяжении всего регулярного чемпионата 2014/15 он не имел постоянных партнёров по звену, однако это не помешало Ковальчуку выступить одним из лидеров атаки команды и наравне с эффективной тройкой нападающих СКА: Вадимом Шипачёвым, Артемием Панариным и Евгением Дадоновым — показывать высокую результативность. Ковальчук внёс большой вклад в попадание клуба в плей-офф 2015, где СКА дошёл до финала. В отличие от регулярного сезона, большую часть плей-офф Ковальчук играл ниже своих возможностей и уступал в результативности Дадонову и Шипачёву. Его также критиковали за необязательные удаления, которые он часто получал по ходу плей-офф. Ковальчуку удалось проявить себя только в решающих матчах полуфинала Кубка Гагарина с ЦСКА и играх финальной серии с «Ак Барсом», в которых он в нужный момент оправданно брал игру на себя и удачно ассистировал партнёрам. СКА выиграл серию у «Ак Барса» со счётом 4:1 и впервые в истории оказался сильнейшим клубом в КХЛ. По итогам плей-офф Ковальчук был назван самым ценным игроком, однако нападающий посчитал, что приз больше заслуживает Дадонов и на церемонии награждения отдал его Евгению. Помимо Кубка Гагарина и звания MVP плей-офф Ковальчук в сезоне принял участие в Матче звёзд, где играл в качестве капитана команды Западной конференции и набрал 6 очков.

### Новые достижения в КХЛ

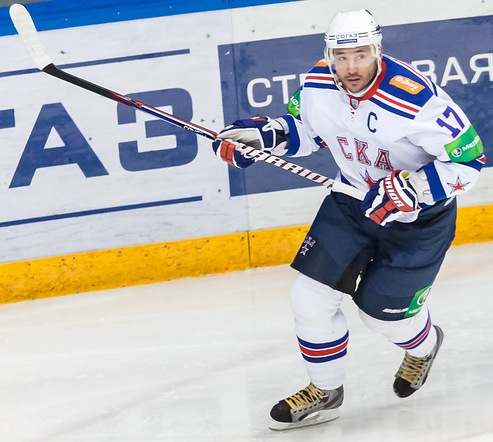
Ковальчук в период своего выступления за СКА в течение четырёх сезонов был капитаном команды. Ещё два он провёл в роли альтернативного капитана

В течение 2015 года в СКА дважды произошла смена главного тренера. Сначала летом на этот пост назначили Андрея Назарова, под руководством которого команда со старта нового сезона показывала неудовлетворительные результаты выступления. Сменившему Назарова в ноябре Сергею Зубову частично удалось исправить ситуацию, но команда всё равно не смогла повторить прошлогодний успех: СКА вышел в плей-офф, где в полуфинале «всухую» проиграл серию ЦСКА. Ковальчук в течение регулярного чемпионата не проявил свои снайперские качества и повторил личный антирекорд в КХЛ по заброшенным шайбам на тот момент — 16. Лучше нападающий показал себя как бомбардир, став вторым по набранным очкам в команде, но в целом как лидер атаки он выглядел неубедительно. Ко всему прочему хоккеист закончил регулярный чемпионат с отрицательным показателем полезности. Посредственная игра в нападении в совокупности с его неудовлетворительными действиями в защите, а также добавившиеся проблемы с дисциплиной привели к отстранению Ковальчука в первых матчах 1/8 финала Кубка Гагарина от игр команды и лишению звания капитана.
С приходом в СКА на пост главного тренера Олега Знарка команда значительно улучшила свою игру, в том числе и в атаке, благодаря чему она со старта и до окончания регулярного чемпионата 2016/17 удерживала лидирующие позиции в турнирной таблице, став самой результативной по заброшенным шайбам. Основным конкурентом в борьбе за Кубок континента для санкт-петербургского клуба стал ЦСКА. Обе команды набрали одинаковое количество очков, и только по дополнительным показателям (за счёт меньшего количества побед) СКА уступил 1-е место в турнирной таблице сопернику. Под руководством нового тренера Ковальчук стал главной ударной силой своей команды в атаке. С первых игр нападающий регулярно набирал очки, что позволило ему создать серьёзную конкуренцию в борьбе за звание лучшего бомбардира с самым результативным хоккеистом чемпионата Сергеем Мозякиным. Из 60 проведённых матчей Ковальчук только в 11 не отметился набранными очками, а его самая длинная результативная серия составила 13 игр подряд. В общей сложности Илье удалось забросить 32 шайбы, набрать 78 очков, став лучшим снайпером и бомбардиром СКА в сезоне и установив личные рекорды по голам и баллам в КХЛ. В отличие от регулярного чемпионата, в плей-офф Ковальчук вновь продемонстрировал более слабую игру. Тем не менее именно шайба, заброшенная нападающим, в пятом матче финальной серии с магнитогорским «Металлургом» стала победной, позволив СКА во второй раз выиграть Кубок Гагарина.
Срок действия соглашения со СКА у Ковальчука закончился по завершении сезона 2016/17, после чего хоккеисту пришлось делать выбор, где продолжать карьеру. Нападающий выразил желание снова выступать в НХЛ, но этому воспрепятствовали обстоятельства, связанные в том числе с досрочным расторжением контракта с «Нью-Джерси». Согласно правилам после прекращения действия договора в течение следующих пяти лет, чтобы начать играть в НХЛ, хоккеист должен был либо получить согласие на это от всех клубов лиги, либо подписать контракт с «Девилз». Оба варианта имели сложности в своей реализации, а окончательно отложить возвращение в НХЛ на следующий год Ковальчука заставил отказ руководства лиги допустить своих хоккеистов на Игры в Пхёнчхане, в которых нападающий планировал принять участие. Для того чтобы попасть на Олимпиаду, нападающий остался в КХЛ, подписав со СКА контракт на один сезон. Перед началом сезона 2017/18 состав санкт-петербургской команды пополнил ещё один опытный нападающий Павел Дацюк. В сформированной с ним атакующей связке Ковальчук действовал в нападении достаточно эффективно на протяжении всего регулярного чемпионата. Второй раз за карьеру в КХЛ он преодолел отметку в 30 заброшенных шайб и неплохо проявил себя как бомбардир. Статистические показатели Ковальчука по системе «гол+пас» в сравнении с прошлым сезоном оказались менее результативными, но из-за слабой конкуренции среди других нападающих ему хватило 63-х набранных очков, чтобы впервые в карьере получить звание лучшего бомбардира сезона в КХЛ. В плей-офф, куда вышел СКА, нападающий в очередной раз не оправдал возложенных на него ожиданий, после успешно проведённого регулярного чемпионата. В целом он мало был полезен в атаке, а его команда проиграла в 1/2 финала Кубка Гагарина серию ЦСКА.

### «Лос-Анджелес», «Монреаль» и «Вашингтон»
1 июля 2018 года Ковальчук подписал 3-летний контракт с клубом НХЛ «Лос-Анджелес Кингз» на общую сумму $ 18,75 млн. В первом сезоне за «Кингз» Ковальчук провёл 64 матча в которых набрал 34 (16+18) очков, а сама команда заняла последнее место в Западной конференции и не попала в плей-офф. В следующем сезоне провёл всего 17 матчей и набрал 9 (3+6) очков. По ходу обоих сезонов игра хоккеиста регулярно подвергалась критике. В середине ноября 2019 года руководство клуба вывело Ковальчука из состава, а ещё через месяц выставило его на драфт отказов с последующим расторжением контракта.
3 января 2020 года состоялось подписание двустороннего контракта Ильи Ковальчука с клубом НХЛ «Монреаль Канадиенс» сроком на один год на общую сумму $ 700 тыс.. Контракт вызвал неоднозначную реакцию за океаном из-за условий, на которые согласился российский хоккеист. Дебютная игра Ильи Ковальчука в составе «Хабс» против «Виннипег Джетс» состоялась 6 января 2020 года. «Джетс» обыграли «Канадиенс» со счётом 3:2, а российский форвард отметился одной результативной передачей и 4 бросками в створ, проведя на льду 19 минут игрового времени. Всего за «Канадиенс» Ковальчук провёл 22 матча, в которых набрал 13 очков (6+7).
23 февраля 2020 года был обменян в «Вашингтон Кэпиталз». В новой команде до конца регулярного сезона 2019/20 Илья набрал 4 очка (1+3), в розыгрыше плей-офф Кубка Стэнли, где «Вашингтон» уступил «Айлендерс» в серии 1-4, одно (0+1).

### Второе возвращение в Россию. Третий Кубок Гагарина
26 декабря 2020 года вернулся в КХЛ и стал игроком омского «Авангарда». 30 декабря дебютировал в новой команде в матче против «Куньлуня» (3:4 Б) и забросил одну шайбу. В регулярном чемпионате 2020/21 Ковальчук набрал 17 очков (5+12) в 16 матчах при показателе полезности −2.
10 марта 2021 года в первом периоде матча плей-офф Кубка Гагарина против «Автомобилиста» получил матч-штраф за удар в колено защитника Александра Щемерова. 28 апреля 2021 года Илья третий раз в карьере стал обладателем Кубка Гагарина, в финальной серии «Авангард» обыграл ЦСКА со счётом 4-2. В плей-офф Ковальчук набрал 9 очков (4+5) в 24 матчах при показателе полезности −1 (после матч-штрафа в игре с «Автомобилистом» Илья забросил лишь одну шайбу в 19 матчах). В финальной серии в 6 матчах Ковальчук не набрал ни одного очка. 30 апреля 2021 года покинул «Авангард», стороны расторгли соглашение по взаимному согласию.

### Возвращение в «Спартак»
5 декабря 2023 года, во время матча между московскими клубами «Спартак» и «Динамо», на стадионе «Мегаспорт» было объявлено о возвращении Ковальчука в стан красно-белых. В клубе взял себе 71-й игровой номер. 40-летний Ковальчук вернулся в «Спартак» спустя 22 года, возобновив свою карьеру спустя два сезона. Контракт со «Спартаком» был подписан до конца сезона 2023/24, по контракту Ковальчук заработал около 15 миллионов рублей, ещё столько же он мог получить в случае выполнения определённых бонусов. Первый матч за клуб после возвращения провёл 24 декабря 2023 года против клуба «Куньлунь Ред Стар» (5:2), Ковальчук вышел во втором звене вместе с Андреем Локтионовым и Максимом Цыплаковым, провёл на площадке 14 минут 33 секунды, а в концовке матча забросил шайбу в пустые ворота, отличившись тем самым впервые за «Спартак» в КХЛ. После игры Ковальчук заявил:
Все мы не роботы и совершаем ошибки. Главное, что и тренеры, и руководство, и команда поддержали сегодня, поэтому им огромное спасибо. Давно не играл, но думал будет хуже. Теперь только вперёд!
В своём втором матче за «Спартак», сыгранном 26 декабря 2023 года против нижегородского «Торпедо» (1:2 Б), вновь отличился заброшенной шайбой, сравняв счёт в первом периоде. 12 января 2024 года в матче против СКА (2:5) забросил шайбу и тем самым набрал своё 400-е очко в КХЛ, Ковальчук стал 20‑м игроком в истории КХЛ, которому удалось набрать 400 очков по системе «гол+пас» и вторым хоккеистом в истории с 400 и более очками в КХЛ и НХЛ. Также он забросил свою 200-ю шайбу в чемпионатах России. 23 января 2024 года в матче против московского «Динамо» (6:3) впервые в своей карьере вывел «Спартак» на площадку с капитанской нашивкой. Всего в сезоне 2023/24 провёл за клуб 25 матчей, в которых набрал восемь (4+4) очков.

## Международные турниры

### Юниорский и молодёжный уровень
Первым официальным международным соревнованием для Ковальчука стал юниорский чемпионат мира 2000 года. На турнире сборная России среди игроков не старше 18 лет сумела выйти в финал, где её соперником стала сборная Финляндии. Россияне считались фаворитами в решающей встрече, поскольку на групповом этапе одержали уверенную победу над финнами со счётом 5:2, однако команда под руководством Андрея Пятанова уступила сопернику со счётом 1:3. Таким образом, российские хоккеисты стали серебряными призёрами соревнования, а Ковальчук впервые в карьере выиграл международную награду.
Следующим международным турниром, где участвовал нападающий, был молодёжный чемпионат мира 2001 года. Несмотря на то, что сборная России имела сильный состав и являлась фаворитом, турнир для россиян сложился неудачно — команда на домашнем чемпионате заняла 7-е место. Ковальчук, считавшийся одним из самых талантливых молодых хоккеистов на турнире, выступил неудачно, а его игра запомнилась только множеством ненужных удалений, несколькими драками и отсутствием командных действий.
В апреле 2001 года Ковальчук второй раз сыграл на юниорском чемпионате мира. В отличие от молодёжного первенства, турнир среди игроков не старше 18 лет для него сложился более успешно. Юниорская сборная России сумела выйти в финал, где со счётом 6:2 одержала победу над швейцарской командой и выиграла золотые награды. Ковальчук в течение всего чемпионата был лидером атаки сборной и смог забросить 11 шайб (три из которых он записал на свой счёт в финальном матче соревнования), что позволило получить ему звание лучшего снайпера турнира. Ковальчук также отметился 15 набранными очками и с этим результатом стал лидером в списке бомбардиров чемпионата. После завершения турнира он был назван лучшим нападающим турнира, а также вошёл в Сборную всех звёзд.

### Олимпийские игры

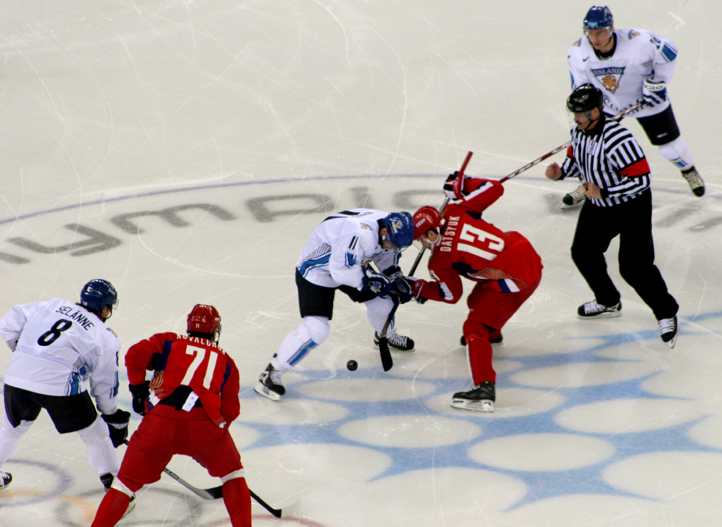
Илья (второй слева) перед началом полуфинального матча со сборной Финляндии на Играх в Турине

Дебютное выступление Ковальчука за главную сборную состоялось в 2002 году на зимних Олимпийских играх, на которых нападающий играл в одном звене с Игорем Ларионовым и Сергеем Фёдоровым. Сборная России не слишком удачно провела групповой этап, однако в плей-офф сумела дойти до 1/2 финала турнира, где проиграла сборной США со счётом 2:3. В матче за 3-е место россияне смогли одержать победу над игроками сборной Беларуси со счётом 7:2 и выиграли бронзовые медали Олимпиады.
В феврале 2006 года Ковальчук второй раз в карьере участвовал в Олимпийских играх. Турнир для сборной России сложился неоднозначно: с одной стороны команда уверенно провела групповой этап и выиграла в 1/4 финала у сборной Канады, но с другой — заняла только 4-е место и осталась без медалей. Ковальчук на Олимпиаде в Турине провёл одно из худших своих международных соревнований — на льду он не демонстрировал необходимой самоотдачи, а его результативность как снайпера составила 4 заброшенные шайбы, которые он записал на свой счёт в матче против не самой сильной команды-участницы турнира сборной Латвии. Нападающий также был раскритикован за удаление до конца игры, полученное за удар локтем в лицо хоккеисту чешской сборной Павлу Кубине, во встрече за бронзовые награды.
На зимней Олимпиаде 2010 года Ковальчук выступал в качестве альтернативного капитана своей сборной. Россияне за счёт сильного состава считались одними из фаворитов турнира, но из-за слабой игры не смогли попасть в число призёров — в 1/4 финала команда с крупным счётом проиграла сборной Канады и заняла итоговое 6-е место. Для сборной России этот результат оказался худшим за всё время выступления на Олимпиадах. Ковальчук на турнире не оправдал возложенных ожиданий и выступил ниже своих возможностей, за что вместе с другими лидерами сборной, сыгравшими также неудовлетворительно, подвергся критике.
В 2014 году, на Олимпийских играх в Сочи, нападающий вновь выступал в роли альтернативного капитана сборной России. На домашней Олимпиаде россияне не сумели показать командной игры из-за чего снова не смогли претендовать на награды и заняли только 5-е место. После завершения соревнования выяснилось, что Ковальчук на групповом этапе в матче против сборной Словакии получил травму колена, которая не позволила нападающему проявить себя на высоком уровне.
Спустя четыре года, на Играх в Пхёнчхане, Ковальчуку в составе ОСР удалось стать олимпийским чемпионом. На турнире нападающий показал неплохую результативность и продемонстрировал свои лидерские качества. Он регулярно отличался заброшенными шайбами, что позволило ему стать лучшим снайпером хоккейного турнира. Итогом успешного выступления ОСР стал выход команды в финал, где в дополнительное время была одержана победа над соперником, сборной Германии. Ковальчук помимо золотой медали, также получил и индивидуальную награду: его признали самым ценным игроком турнира.

### Чемпионаты мира и Кубок мира
Первым взрослым чемпионатом мира для Ковальчука стал турнир 2003 года, где он играл в одном звене с Павлом Дацюком и Игорем Григоренко. Тройка нападающих во главе с Дацюком считалась самой эффективной у россиян в атаке, но усилий только первого звена оказалось недостаточно для победы команды на турнире, поскольку остальные хоккеисты сборной не смогли проявить себя на высоком уровне и показали игру, в которой отсутствовали командные действия. Сборная России нестабильно выступала на групповом этапе и с большим трудом смогла выйти в 1/4 финала турнира, где проиграла сборной Чехии и заняла на чемпионате только 5-е место.
В 2004 году Ковальчук принимал участие в двух международных турнирах: чемпионате и Кубке мира. Сборная России на чемпионате мира выступила крайне неудачно — не смогла выйти из группы и заняла 10-е место. Несмотря на безуспешное выступление сборной, Ковальчук, как и годом ранее, был в команде одним из немногих хоккеистов, который на льду показывал большую самоотдачу и пытался играть на результат. На Кубке мира российская сборная также осталась без наград — команда, проиграв сборной США в 1/4 финала соревнования со счётом 3:5, заняла 5-е место. Ковальчук на турнире смог отметиться только одним результативным баллом, заработанным за заброшенную шайбу в матче против американцев.
В 2005 году Ковальчук впервые стал обладателем наград чемпионата мира — в составе сборной России он выиграл бронзовые медали. Российская команда под руководством Владимира Крикунова неплохо провела турнир и только проблемы в защитной линии не позволили ей претендовать на золотые награды. Несмотря на неплохие статистические показатели, Ковальчук, как и большинство хоккеистов, выступавших в сезоне 2004/05 за «Ак Барс», сыграл на чемпионате ниже своих возможностей и не смог показать высокую результативность.
Владимир Крикунов остался крайне недоволен выступлением Ковальчука на Олимпиаде из-за чего не стал приглашать его на чемпионат мира 2006 года. В следующий раз Ковальчук сыграл за сборную в 2007 году после того, как национальную команду возглавил Вячеслав Быков. На домашнем чемпионате мира российская сборная сумела занять 3-е место, а Ковальчук впервые за несколько предыдущих международных турниров продемонстрировал себя командным игроком и за своё выступление получил положительные отзывы.
Чемпионат мира 2008 принёс Ковальчуку первую золотую награду чемпионата мира. Большая часть турнира для нападающего сложилась неудачно: до финального матча он не забросил ни одной шайбы и получил две дисквалификации. Целесообразность включения Ковальчука в состав на решающую игру за золотые медали, где соперником россиян были канадцы, ставилась под сомнение, однако Вячеслав Быков, несмотря на критические отзывы в адрес Ковальчука, заявил нападающего на матч. Сборная Канады в финальной игре дважды вела в счёте (3:1 и 4:2), но не сумела удержать преимущество, так как россияне усилиями Алексея Терещенко и Ильи Ковальчука в третьем периоде сравняли счёт и перевели встречу в дополнительное время. Ключевым эпизодом матча стало удаление Рика Нэша в овертайме, полученное канадским нападающим за выброс шайбы из своей зоны за пределы площадки. Меньше чем через минуту после того, как Нэш отправился отбывать наказание на скамейку штрафников, Ковальчук точным броском реализовал большинство и впервые с 1993 года принёс сборной России золотые медали чемпионата мира.
Спустя год, сборная России, выиграв золотые награды, сохранила звание чемпиона мира. Для россиян сложным получился плей-офф турнира, где сборная, начиная с 1/4 финала, побеждала соперников с разницей только в одну шайбу, в том числе и в финале, в котором были обыграны канадцы со счётом 2:1. Ковальчук на протяжении всего турнира был лидером команды и внёс большой вклад во вторую подряд победу россиян на чемпионате мира. Благодаря удачной игре и высокой результативности, он стал вторым на турнире по набранным очкам, получил звание MVP, его признали лучшим нападающим соревнования, а также он оказался единственным из российских игроков, включённым в Сборную всех звёзд чемпионата.

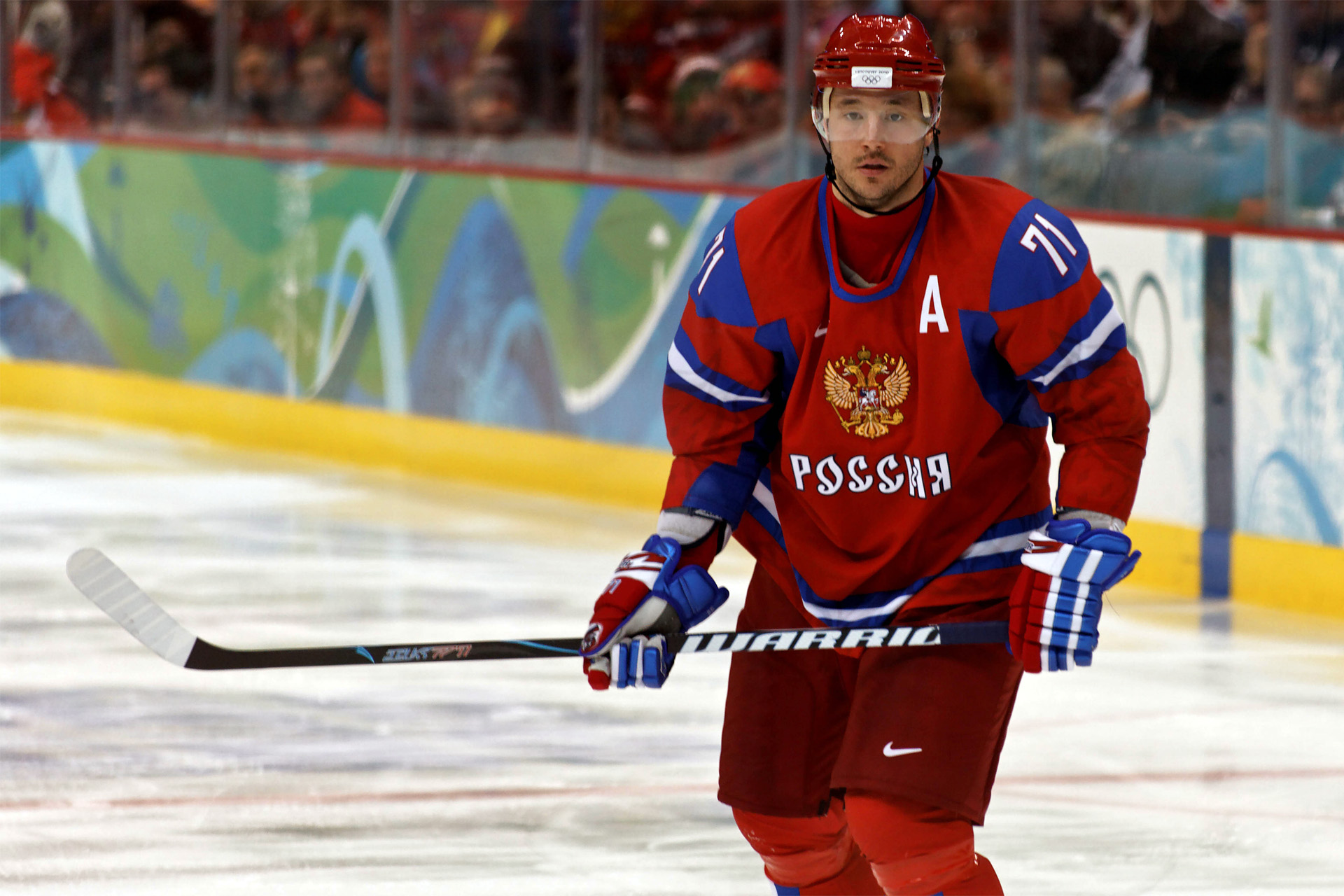
Ковальчук в сборной России играет под номером «71», поскольку номер «17» в национальной команде навсегда закреплён за Валерием Харламовым

На чемпионате мира 2010 года нападающий впервые играл в качестве капитана национальной команды. Вячеслав Быков сумел привлечь в сборную много опытных игроков, выступающих в НХЛ, благодаря чему россияне имели самый сильный состав среди участников турнира. Несмотря на наличие оптимального состава, российская сборная не смогла в третий раз подряд выиграть чемпионат и стала только серебряным призёром. Ковальчук на турнире играл с Дацюком и Малкиным в одном звене, ставшим по итогам соревнования самым эффективным у россиян в атаке — Ковальчук оказался лучшим по количеству набранных очков, а Малкин и Дацюк были включены в Сборную всех звёзд.
Следующий чемпионат мира Ковальчук вновь провёл в качестве альтернативного капитана своей сборной. Турнир россияне провели неудачно и, заняв 4-е место, впервые с 2006 года остались без наград. Ковальчук не продемонстрировал на чемпионате весь свой потенциал, однако по сравнению с выступлением большинства хоккеистов российской сборной игра нападающего оказалась одной из лучших в команде. Ковальчук стал лидером среди россиян по набранным очкам, нанёс наибольшее количество бросков по воротам соперников и оказался вторым в сборной по количеству игрового времени, проведённого на льду.
Спустя два года, на чемпионате мира 2013, Ковальчук вновь был назначен одним из альтернативных капитанов своей сборной. На турнире российская команда под руководством Зинэтулы Билялетдинова показала худшее выступление на чемпионате мира за семь предыдущих лет и впервые с 2006 года не сумела выйти в 1/2 финала. Несмотря на неудачное выступление сборной, Ковальчук вместе с партнёром по звену Александром Радуловым был лидером в атаке и в итоге стал самым результативным хоккеистом у россиян. Ковальчук в течение чемпионата сумел заработать 13 очков, которые позволили ему вновь оказаться лучшим бомбардиром в команде.
На чемпионате мира 2015 года Ковальчук второй раз в карьере провёл турнир в качестве капитана национальной сборной. Россияне на турнире сумели дойти до финала, где с крупным счётом 1:6 проиграли борьбу за золотые награды канадским хоккеистам. Ковальчук на чемпионате выступил неудачно — сумел отметиться всего 5 набранными очками.
Чемпионат мира 2019 года стал для нападающего последним турниром в международной карьере. Тренерский штаб национальной команды привлёк Ковальчука в состав, рассчитывая на лидерские качества уже возрастного хоккеиста, и назначил его капитаном на турнир. Расчёт также предполагал результативную игру нападающего, но он не оправдался. Групповой турнир Ковальчук закончил, имея в своём активе только 5 очков, которые заработал в матчах против не самых сильных соперников, а в решающих играх плей-офф результативными действиями он не отметился ни разу. Причиной низкой результативности стало отсутствие места для нападающего в ударных звеньях атаки. Ковальчука использовали в звеньях, специализирующихся на силовой борьбе и в меньшинстве, но игра в них у хоккеиста не получилась. В большинстве игра также не принесла ему результата, потому что партнёры по звену в атаке старались выводить на завершающий бросок Александра Овечкина. Российская сборная выиграла бронзовые медали, но, несмотря на это, выступление Ковальчука на турнире получило низкую оценку.

## Карьера менеджера
18 октября 2021 года Ковальчук был назначен генеральным менеджером сборной России на Олимпийских играх в Пекине.

## Стиль игры и результативность
Ковальчук вместе с Павлом Дацюком, Александром Овечкиным, Евгением Малкиным и Александром Сёминым является одним из самых талантливых воспитанников российской хоккейной школы, начавших профессиональную карьеру в конце 1990-х — начале 2000-х. Ковальчук — ярко выраженный снайпер, демонстрирующий высокую продуктивность на завершающем этапе атаки. Свою игру в атаке нападающий наиболее успешно реализовал, выступая за «Атланту», где установил большинство рекордов результативности команды, и «Нью-Джерси». За 816 встреч, проведённых в составе двух команд, Ковальчук забил 417 голов, что составляет 0,511 шайбы за один матч. К моменту окончания своего первого периода пребывания в НХЛ по этому показателю он занимал общее 18-е место в лиге. Среди же действующих хоккеистов на тот момент в списке снайперов Ковальчук находился на третьей позиции, уступая в результативности в среднем за игру только Стивену Стэмкосу (0,565) и Александру Овечкину (0,625). Всего за 13 сезонов, проведённых в НХЛ, Ковальчук забросил 443 шайбы и заработал 876 очков, благодаря чему вошёл в число десяти самых результативных российских игроков, выступавших в НХЛ, занимая в списке снайперов 5-е место, а в списке бомбардиров 8-е место. Показанная высокая результативность позволила Илье попасть во вторую пятёрку Сборной всех звёзд НХЛ первого десятилетия XXI века.
Ковальчук — это бульдозер, который бесстрашно сметает на пути к воротам оппонентов. Кроме того, Ковальчук — это ещё и светлая голова. У него мягкие руки и он способен быть отменным диспетчером.
Ковальчук известен своим поставленным броском, который у него получается резким, часто неожиданным и крайне сложным для вратарей. Нападающий одинаково хорошо владеет как кистевым броском, так и щелчком, и может забить гол с дальней дистанции, вплоть от синей линии в чужой зоне. Умение точно и одновременно сильно бросать Ковальчук очень хорошо реализует и в большинстве, что делает его в неравных составах одним из самых опасных игроков для соперника. Нападающий имеет достаточно внушительные габариты, а также агрессивен на площадке, за счёт чего способен эффективно бороться за шайбу, вести игру в силовой манере и давать отпор оппонентам в драках, зачинщиком которых он, впрочем, сам зачастую и является. На льду Ковальчук выделяется высокими скоростными качествами, позволяющими ему легко уходить от опеки защитников, а уверенный контроль шайбы и хорошее катание в совокупности с его физическими данным делают задачу игрокам соперника остановить его ещё в нейтральной зоне, на начальном этапе развития атаки, очень сложной. За стремительность, с которой нападающий перемещается по площадке, Ковальчука неоднократно сравнивали с соотечественником Павлом Буре по прозвищу «Русская ракета». Помимо вышеперечисленных навыков, Ковальчук умеет нестандартно мыслить, что делает крайне затруднительным хоккеистам противника предугадать его действия на льду. Обладает лидерскими качествами, благодаря которым может вести партнёров по команде за собой.
Самой слабой стороной у Ковальчука является его неудовлетворительная игра в обороне. Очень часто увлекается атакой, что приводит к невозможности в нужный момент помочь своим защитникам при обороне собственных ворот. На синей линии в чужой зоне совершает большое количество потерь шайбы, давая, таким образом, нападающим соперника возможность начинать контратаки. На протяжении большей части карьеры Ковальчук подвергался критике за чрезмерный индивидуализм на льду и стремление брать игру на себя даже в те моменты, когда в этом нет необходимости. Проявить себя хоккеистом, умеющим работать не только на личную статистику, но и на команду, Ковальчуку удалось в «Нью-Джерси», а затем в СКА. Ковальчук неоднократно попадался при использовании клюшек с нестандартно загнутым крюком. Игра с такой экипировкой даёт преимущество хоккеисту, так как позволяет бросать шайбу с более высокой скоростью, поэтому угол загиба крюка строго регламентируется правилами. Нарушение же требований правил может повлечь наказание в виде денежного штрафа или дисквалификации. За использование клюшек с нестандартным загибом в официальных матчах нападающий четыре раза подвергался дисквалификации, а также получил прозвище «Капитан Крюк».

## Вне льда

### Семья
Отец хоккеиста, Валерий Николаевич, в юности играл за сборную Калининской области в баскетбол, затем занимался тренерской деятельностью в этом виде спорта. С 1980 года в течение 18 лет возглавлял специализированную детско-юношескую спортивную школу олимпийского резерва «Спартак» в Калинине (Твери), после занимал должность директора Высшей школы спортивного мастерства. В 2004 году отец издал об Илье Ковальчуке книгу под названием «От Твери до Атланты», где на основе своих записей в дневнике описал становление сына как хоккеиста. По словам Ковальчука, именно отец привил ему любовь к хоккею и внёс большой вклад для того, чтобы он стал профессиональным спортсменом. 17 июля 2005 года Валерий Ковальчук в возрасте 55 лет умер после продолжительной болезни сердца. Похоронен на Дмитрово-Черкасском кладбище в пригороде Твери. Мать хоккеиста, Любовь Николаевна, по профессии врач, работает заведующей поликлиникой № 2 тверской городской больницы № 7. Сестра Ковальчука, Арина, по состоянию на 2013 год занималась ресторанным бизнесом — в Твери возглавляла кафе под названием «Бронза».
Жена — Николь Ковальчук (урождённая Амбразайтис) — бывшая солистка группы «Мираж Junior», модель, альпинистка. Они познакомились в 2004 году и в течение следующих трёх лет встречались, пока в 2007 году официально не оформили отношения. Церемония бракосочетания состоялась 17 августа в Кутузовском отделе ЗАГС города Москвы, а через десять месяцев пара обвенчалась в Новодевичьем монастыре столицы. По другим данным, познакомились в 2002 году, обручились через 7,5 лет.
У супругов по состоянию на 2024 год четверо детей: дочь Каролина (род. в 2005 году в США) в детстве занималась художественной гимнастикой, стала обучаться в частной школе искусств и дизайна Parsons School of Design в Нью-Йорке. Сын Филипп (род. 2009) обучался в академии ФК «Зенит», бразильском «Сан-Паулу», игрок юношеской футбольной лиги в составе московского «Динамо» и юношеской сборной России. Сын Артём (род. 22 марта 2010) по состоянию на 2020 год занимался хоккеем. Дочь Ева (род. в январе 2015 в Майами).

### Благотворительность
Ковальчук стал одним из тех, кто придумал ежегодно организовывать благотворительные матчи с участием профессиональных хоккеистов, известных бизнесменов, политиков и общественных деятелей. Акция получила название «От чистого сердца», а все доходы от игр направляются людям, нуждающимся в финансовой помощи. В разные годы средства, вырученные от проведении мероприятия, получили пострадавшие от природных пожаров, семьи игроков команды «Локомотив», погибших в авиакатастрофе, подмосковные, тверские, казанские и саратовские социальные детские учреждения. Именем Ковальчука назван детский хоккейный турнир, ежегодно проводимый в Твери при содействии городской администрации, областного правительства и других некоммерческих организаций. Ковальчук считает, что люди, добившиеся успеха, должны помогать нуждающимся, поэтому сам в свободное время занимается благотворительной деятельностью.

### Увлечения и досуг

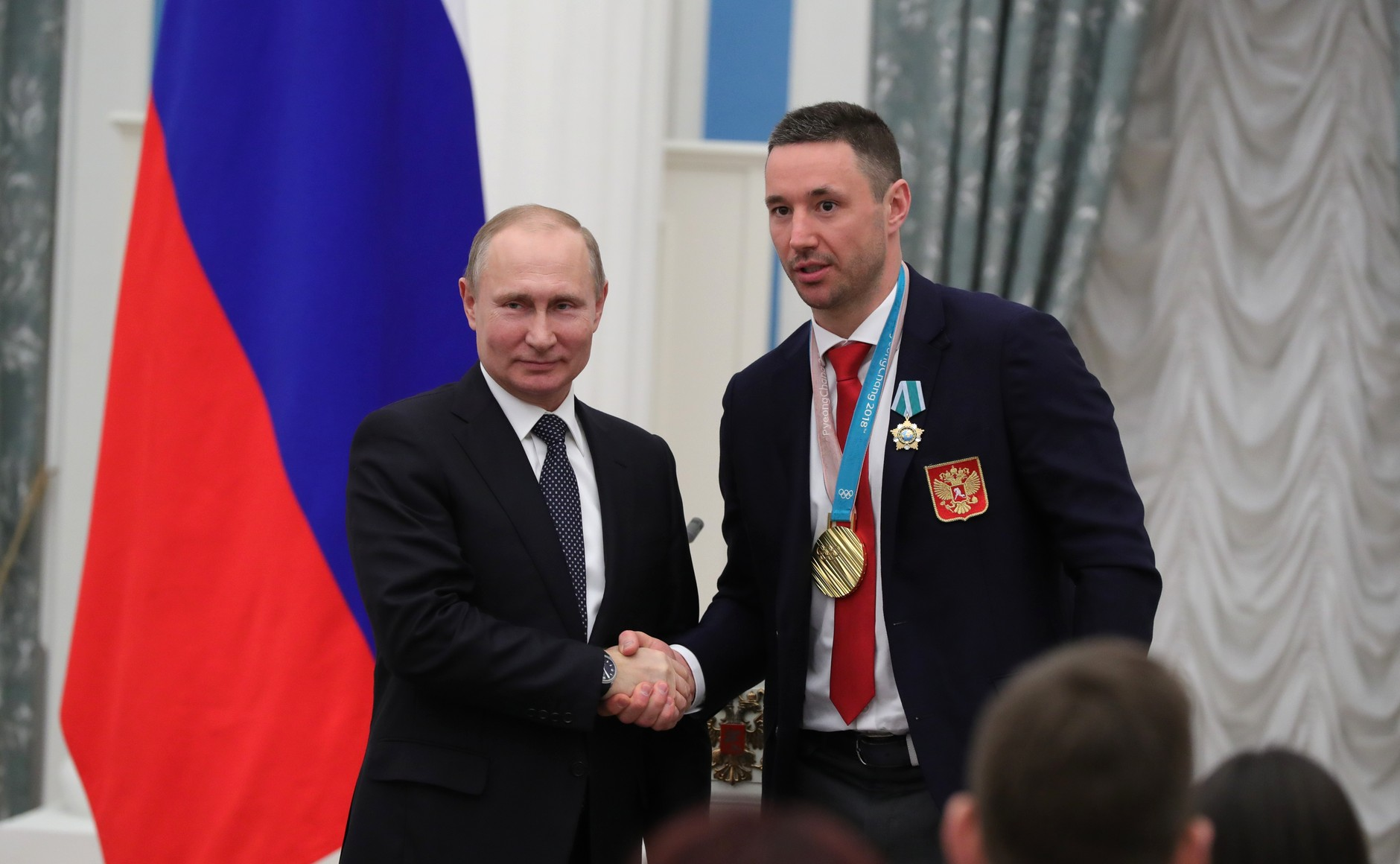
Ковальчук на встрече победителей и призёров XXIII Зимних Олимпийских игр с Президентом Российской Федерации Владимиром Путиным

Ковальчук, как и многие известные российские спортсмены, учился в Российском государственном университете физической культуры, спорта, молодёжи и туризма. В 2008 году он защитил выпускную работу на тему «Методические подходы к оценке эффективности тренировочного процесса» и получил диплом о высшем образовании. Основные хобби Ковальчука — рыбалка, теннис, коллекционирование дорогих автомобилей. Считает себя меломаном и слушает, в зависимости от настроения, весёлую, позитивную и мелодичную музыку. Ему больше всего нравится музыкальное творчество Эминема и Snoop Dogg. Своим любимым книжным произведением называет роман Мигеля де Сервантеса «Дон Кихот». В области актёрского искусства отдаёт предпочтение творчеству Сергея Бодрова-младшего. Ковальчук снялся в комедийном фильме-сказке режиссёра Александра Баршака «12 месяцев», где исполнил роль месяца Октября. В 2014 году вышла лента «Чемпионы», сюжет которой основан на пяти реальных историях побед российских спортсменов. Одна из новелл фильма рассказывает о вкладе Ковальчука в выигрыш российской сборной золотых медалей на чемпионате мира 2008 года. Роль Ковальчука в фильме сыграл Алексей Чадов.
Российское издательство Forbes в 2014 году оценило общий годовой доход Ковальчука в размере 11 миллионов долларов. По версии известного финансово-экономического журнала, в том же 2014 году нападающий вошёл в число десяти самых высокооплачиваемых игроков среди хоккеистов-участников Олимпиады в Сочи и стал шестым в рейтинге 50 главных российских знаменитостей.
В ходе президентских выборов 2018 года вошёл в состав движения «Putin Team», выступавшего в поддержку Владимира Путина.

### Награды
Большие успехи, достигнутые хоккеистом на международных соревнованиях, отмечены государственными наградами Российской Федерации. За победу на чемпионатах мира в 2008 и 2009 годах Ковальчук награждён медалью ордена «За заслуги перед Отечеством» II степени, за золото Игр в Пхёнчхане — Орденом Дружбы, а за бронзовую награду Игр в Солт-Лейк-Сити он удостоен звания заслуженного мастера спорта России. Имеет награды субъекта РФ: крест святого Михаила Тверского и является почётным гражданином города Твери.

## Статистика
| Легенда | Легенда                    | Легенда | Легенда                   | Легенда | Легенда    |
| ------- | -------------------------- | ------- | ------------------------- | ------- | ---------- |
| И       | Количество проведённых игр | Штр     | Штрафное время            | +/−     | Плюс-минус |
| Г       | Голы                       | П       | Голевые передачи          | О       | Очки       |
| -       | Статистика неизвестна      | —       | Статистика не учитывалась |         |            |

### Клубная карьера
- a В «Регулярном сезоне» учитывается статистика игрока совместно с Переходным турниром.

### Карьера в сборной
- Статистика приведена по данным сайтов Eliteprospects.com, Глобал Спорт Консалтинг и NHL.com[38][224][225]

## Достижения

### Командные
| Год              | Команда         | Достижение                                   |
| ---------------- | --------------- | -------------------------------------------- |
| Клубные          |                 |                                              |
| 2001             | Спартак Москва  | Чемпион Высшей лиги                          |
| 2013, 2018       | СКА             | Бронзовый призёр КХЛ (2)                     |
| 2015, 2017       | СКА             | Обладатель Кубка Гагарина (3)                |
| 2021             | Авангард        | Обладатель Кубка Гагарина (3)                |
| Международные    |                 |                                              |
| 2000             | Россия (юниор.) | Серебряный призёр юниорского чемпионата мира |
| 2001             | Россия (юниор.) | Победитель юниорского чемпионата мира        |
| 2002             | Россия          | Бронзовый призёр Олимпийских игр             |
| 2008, 2009       | Россия          | Чемпион мира (2)                             |
| 2010, 2015       | Россия          | Серебряный призёр чемпионата мира (2)        |
| 2005, 2007, 2019 | Россия          | Бронзовый призёр чемпионата мира (3)         |
| 2018             | ОСР             | Олимпийский чемпион                          |

### Личные
| Год                                | Команда           | Достижение                                                              |
| ---------------------------------- | ----------------- | ----------------------------------------------------------------------- |
| Клубные                            |                   |                                                                         |
| 2001                               | Спартак Москва    | Обладатель приза «Лучший новичок сезона»                                |
| 2002                               | Атланта Трэшерз   | Участник Матча молодых звёзд НХЛ                                        |
| 2002                               | Атланта Трэшерз   | Попадание в Сборную молодых звёзд НХЛ                                   |
| 2004                               | Атланта Трэшерз   | Обладатель «Морис Ришар Трофи»                                          |
| 2004, 2008, 2009                   | Атланта Трэшерз   | Участник Матча всех звёзд НХЛ (3)                                       |
| 2004                               | Атланта Трэшерз   | Попадание во вторую Сборную всех звёзд НХЛ                              |
| 2009                               | Атланта Трэшерз   | Попадание во вторую Сборную всех звёзд НХЛ первого десятилетия XXI века |
| 2012                               | Нью-Джерси Девилз | Попадание в первую Сборную всех звёзд НХЛ                               |
| 2013, 2014, 2015, 2016, 2017, 2018 | СКА               | Участник Матча всех звёзд КХЛ (5)                                       |
| 2015                               | СКА               | MVP плей-офф Кубка Гагарина                                             |
| 2018                               | СКА               | Обладатель приза «Самому результативному игроку»                        |
| В сборной                          |                   |                                                                         |
| 2001                               | Россия (юниор.)   | Попадание в Сборную всех звёзд юниорского чемпионата мира               |
| 2001                               | Россия (юниор.)   | Лучший нападающий юниорского чемпионата мира                            |
| 2001                               | Россия (юниор.)   | Лучший снайпер юниорского чемпионата мира                               |
| 2001                               | Россия (юниор.)   | Лучший бомбардир юниорского чемпионата мира                             |
| 2009                               | Россия            | Попадание в Сборную всех звёзд чемпионата мира                          |
| 2009                               | Россия            | Лучший нападающий чемпионата мира                                       |
| 2009                               | Россия            | MVP чемпионата мира                                                     |
| 2010                               | Россия            | Лучший ассистент чемпионата мира                                        |
| 2010                               | Россия            | Лучший бомбардир чемпионата мира                                        |
| 2013                               | Россия            | Лучший снайпер чемпионата мира                                          |
| 2018                               | ОСР               | MVP хоккейного турнира Олимпийских игр                                  |
| 2018                               | ОСР               | Попадание в Сборную всех звёзд хоккейного турнира Олимпийских игр       |
| 2018                               | ОСР               | Лучший снайпер хоккейного турнира Олимпийских игр                       |

Другие
| Год  | Награда                                                          |
| ---- | ---------------------------------------------------------------- |
| 2002 | Заслуженный мастер спорта России                                 |
| 2004 | Обладатель приза «Харламов Трофи»                                |
| 2017 | Почётная грамота Совета МПА СНГ (Межпарламентская ассамблея СНГ) |

## Рекорды
НХЛ
Список рекордов в НХЛ приведён по данным сайта NHL.com
- Наибольшее количество голов, забитых в сериях послематчевых буллитов, в одном сезоне — 11 в сезоне 2011/12
- Наибольшее количество победных голов в сериях послематчевых буллитов в одном сезоне — 7 в сезоне 2011/12

«Атланта Трэшерз»
Список рекордов в «Атланте Трэшерз» приведён по данным издания 2010/11 Atlanta Trashers Media Guide
- Наибольшее количество сыгранных матчей — 594
- Наибольшее количество заброшенных шайб — 328
- Наибольшее количество передач — 287
- Наибольшее количество набранных очков — 615
- Наибольшее количество хет-триков в одном сезоне — 3 в сезоне 2007/08
- Наибольшее количество хет-триков — 11
- Наибольшее количество победных заброшенных шайб — 40
- Наибольшее количество заброшенных шайб в численном большинстве — 115
- Наибольшее количество передач в численном большинстве — 138
- Наибольшее количество набранных очков в численном большинстве — 253
- Наибольшее количество заброшенных шайб в одном сезоне — 52 в сезоне 2005/06 и 2007/08
- Наибольшее количество заброшенных шайб в численном большинстве в одном сезоне — 27 в сезоне 2005/06
- Наибольшее количество набранных очков в численном большинстве в одном сезоне — 56 в сезоне 2005/06

Атланта Трэшерз/Виннипег Джетс
- 2-е место по количеству заброшенных шайб — 328[228]

Сборная России
Список рекордов в сборной России приведён по данным сайта Eliteprospects.com
- Наибольшее количество сыгранных матчей на чемпионатах мира — 94
- Наибольшее количество заброшенных шайб на чемпионатах мира — 36
- Наибольшее количество передач на чемпионатах мира — 50
- Наибольшее количество набранных очков на чемпионатах мира — 86
- Наибольшее количество штрафных минут на чемпионатах мира — 123
- Наибольшее количество заброшенных шайб на Олимпийских играх — 14
- Наибольшее количество штрафных минут на Олимпийских играх — 47

## Комментарии
1. ↑  Право выбора на драфте, также обозначается термином «драфтпик»
2. ↑  «Потолком зарплат» называется промежуток между установленной верхней и нижней границами сумма денежных средств, которую клуб в год имеет право потратить на зарплату своим игрокам